# 矢野智也
矢野 智也（やの ともや、9月19日 - ）は、日本の男性声優。神奈川県出身。賢プロダクション所属。オンライン声優養成所・SPOT講師。

## 略歴
専門学校東京アナウンス学院放送声優科卒業。スクールデュオ12期生。
高校時代にあるDVD特典映像のアフレコ現場風景を見て「自分もそこに行きたい」と声優を志す。しかしながらその現場は面白いアドリブを要求される恐ろしい現場だったことを知り、自分には無理だと悟り現在に至る。

## 人物
特技は卓球。趣味は麻雀、投資。麻雀熱が再燃し、ネット麻雀サイトの雀魂では最高到達段位である魂天を達成した。

## 出演
太字はメインキャラクター。

### テレビアニメ
2013年
- AMNESIA（男性客）
- 団地ともお（サラリーマンB）
- はじめの一歩 Rising（観客）
- 魔界王子 devils and realist（下級生C）

2014年
- トライブクルクル（2014年 - 2015年、大道寺格之進、民宿の主人）
- パックワールド（ゴースト、パックワールドの住民、エイリアン達）
- 魔法科高校の劣等生（観客）

2015年
- アイカツ!（カメラマン）
- うたわれるもの 偽りの仮面（2015年 - 2016年、ウコンの部下、モズヌの手下、ウコンの配下、住人、男性客、帝都の民、うどん屋の親父、ヴライの伝令、ウズールッシャ兵、民、売り子、砦の兵士、船員、ヴライの兵、兵）
- 名探偵コナン（消防団員）

2016年
- ジョーカー・ゲーム（ドイツ軍野戦憲兵、風機関員）
- ハイスクール・フリート（しんばし艦長、研究員A）
- パズドラクロス（硫黄番頭）

2017年
- ロクでなし魔術講師と禁忌教典（セタ＝ファスト）
- 神撃のバハムート VIRGIN SOUL（軍神）
- セントールの悩み（猫見豊）
- アホガール（牛窪）

2022年
- うたわれるもの 二人の白皇（エンナカムイ兵）

### 劇場アニメ
- 映画 プリキュアオールスターズNewStage3 永遠のともだち（2014年、男性）
- 劇場版 弱虫ペダル（2015年、塩野）

### Webアニメ
- ゴルゴ13×外務省 海外安全対策マニュアル（2018年、土谷、佐藤、役員B）

### ゲーム
2013年
- 解放少女 SIN
- ガンダムブレイカー（観客）
- ライトニング リターンズ ファイナルファンタジーXIII

2015年
- 夢王国と眠れる100人の王子様（カルロ）
- レインボーシックス シージ（モジー）

2016年
- VALKYRIE ANATOMIA -THE ORIGIN-（クラウシュ）

2019年
- エースコンバット7 スカイズ・アンノウン（フルバンド）
- ラングリッサー モバイル（オメガ）

2024年
- ファイナルファンタジーVII リバース

### 吹き替え

#### 映画
- アグネスと幸せのパズル
- あなたを抱きしめる日まで（ジョン）
- ウォリスとエドワード 英国王冠をかけた恋（ドウェイン）
- キングコング:髑髏島の巨神（タクシー運転手[6]）
- コイン強盗クラブ（ジェイソン・ホッジス〈アレックス・サクソン〉）
- 最高の家族の見つけかた（ジェイソン〈チャーリー・デイ〉）
- ザ・ウォーク（アルバート〈ベン・シュワルツ〉）
- セットアップ: ウソつきは恋のはじまり（マイク〈ジョン・ルドニツキー〉）
- ゾンビ特急地獄行き
- ハリウッド・スキャンダル（監督男）
- ハングオーバー!!! 最後の反省会（助手〈オリバー・クーパー〉）
- ブロンズ! 私の銅メダル人生（ジョン）
- ボーダーライン（レジー・ウェイン〈ダニエル・カルーヤ〉）
- マイヤーウィッツ家の人々（ロビン）
- 魔法の恋愛書（ジーク）
- 蜜の味 〜テイスト オブ マネー〜（社長）
- メガ・シャークVSグレート・タイタン
- モーターウェイ（ギャング1）
- ラッシュアワー（ワイス）

#### ドラマ
- エメラルドシティ（ジャック〈ゲラン・ハウエル〉）
- ガンパウダー（ファーウェル）
- KILLJOYS/銀河の賞金ハンター（トゥーリン）
- 荒野のピンカートン探偵社（スイフティ・ピューター）
- 13の理由（アンディ・ベイカー〈ブライアン・ダーシー・ジェームズ〉）
- 24:レガシー
- Dr.HOUSE
- トランスポーター ザ・シリーズ
- ピーキー・ブラインダーズ
- 魔術師 MERLIN
- ラスト・キングダム
- LAW & ORDER:Trial by Jury（ハフナー判事）
- レジデント 型破りな天才研修医（チャド）
- ワームウッド -苦悩-（エロール）

#### アニメ
- アングリーバード（バブルス）
- スティーブン・ユニバース（パーシー）
- 西遊記 ヒーロー・イズ・バック
- バービーのマーメイド・プリンセス（ガース）
- ハイ・ホー7D（てれすけ）
- プリモ〜わたしと12人のイトコ（バド）
- マイリトルポニー: エクエストリア・ガールズ シーズン1（ゼファーブリーズ）
- RWBY（フェネック・アルベイン）
- レゴ フレンズ 〜ともだちキラキラ!ものがたり〜（マーティン）

### ボイスオーバー
- 世界・神秘の道を行く
- BS世界のドキュメンタリー プレイ〜なぜ人はスポーツをするのか〜
- BBC地球伝説
  - 太陽と地球に隠された秘密
  - 地下に眠るローマの至宝
- 密着!米空母の電磁カタパルト開発